# Kapésovo
Kapésovo, en grec moderne : Καπέσοβο, est un village du dème de Zagóri, district régional d'Ioánnina, en Épire, Grèce.
Selon le recensement de 2011, la population du village compte 51 habitants.